# 西川信廣 (教育学者)
西川 信廣（にしかわ のぶひろ、1954年 - ）は、日本の教育学者。京都産業大学文化学部教授。専門は教育制度学。特に、小中一貫教育に関する研究、習熟度別指導・個に応じた指導に関する研究、イギリスの教師教育研究、コミュニティスクールに関する研究。

## 略歴
大阪府生まれ。1982年、大阪大学大学院人間科学研究科博士後期課程単位取得退学。大谷女子大学講師、助教授、教授を経て2004年より現職。
2009年より中央教育審議会初等中等教育部会専門員（2011年まで）。2013年より文部科学省コミュニティ・スクール企画委員会委員。2014年より中央教育審議会小中一貫教育特別部会委員。

## 著書

### 単著
- 『習熟度別指導・小中一貫教育の理念と実践』ナカニシヤ出版、2006年。ISBN 9784779500596。

### 共著
- （西川信廣・牛瀧文宏著）『小中一貫（連携）教育の理論と方法』ナカニシヤ出版、2011年。ISBN 978-4779505676。
- （西川信廣・牛瀧文宏著）『学校と教師を変える小中一貫教育―教育政策と授業論の観点から』ナカニシヤ出版、2015年。ISBN 978-4779509643。

### 編著
- （西川信廣・原弘巳編）『教育学を学ぼう』福村出版、1995年。ISBN 978-4571101076。
- （西川信廣・松浦善満編）『教育のパラダイム転換―教育の制度と理念を問い直す』福村出版、1997年。ISBN 978-4571101168。
- （西川信廣編）『学校再生への挑戦―21世紀、学校はどう変わる』福村出版、2000年。ISBN 978-4571101298。
- （西川廣編・長瀬美子編）『学生のための教育学』ナカニシヤ出版、2010年。ISBN 978-4779504181。